# Fronleichnamskirche (Strzelce Opolskie)

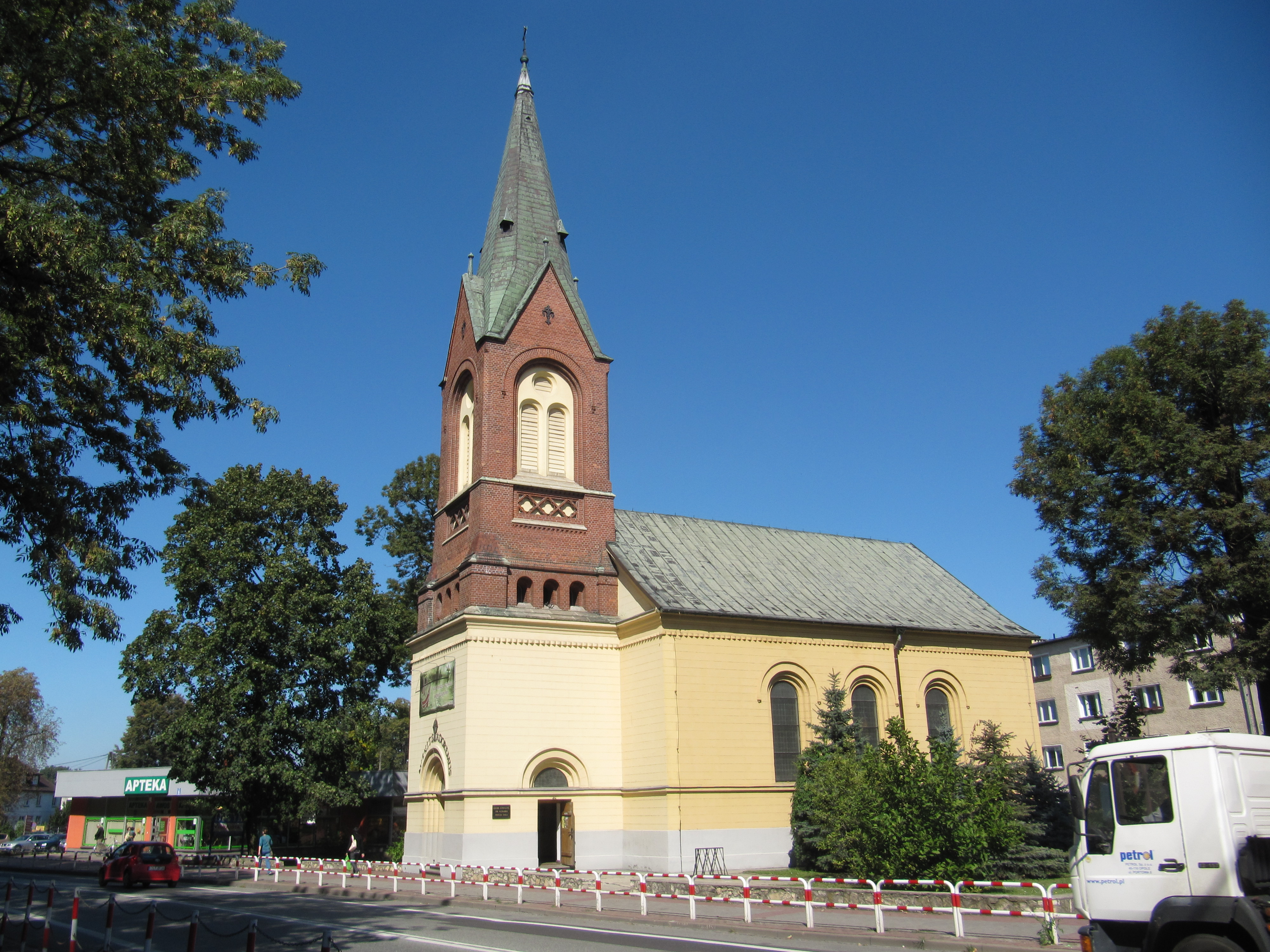
Die Fronleichnamskirche

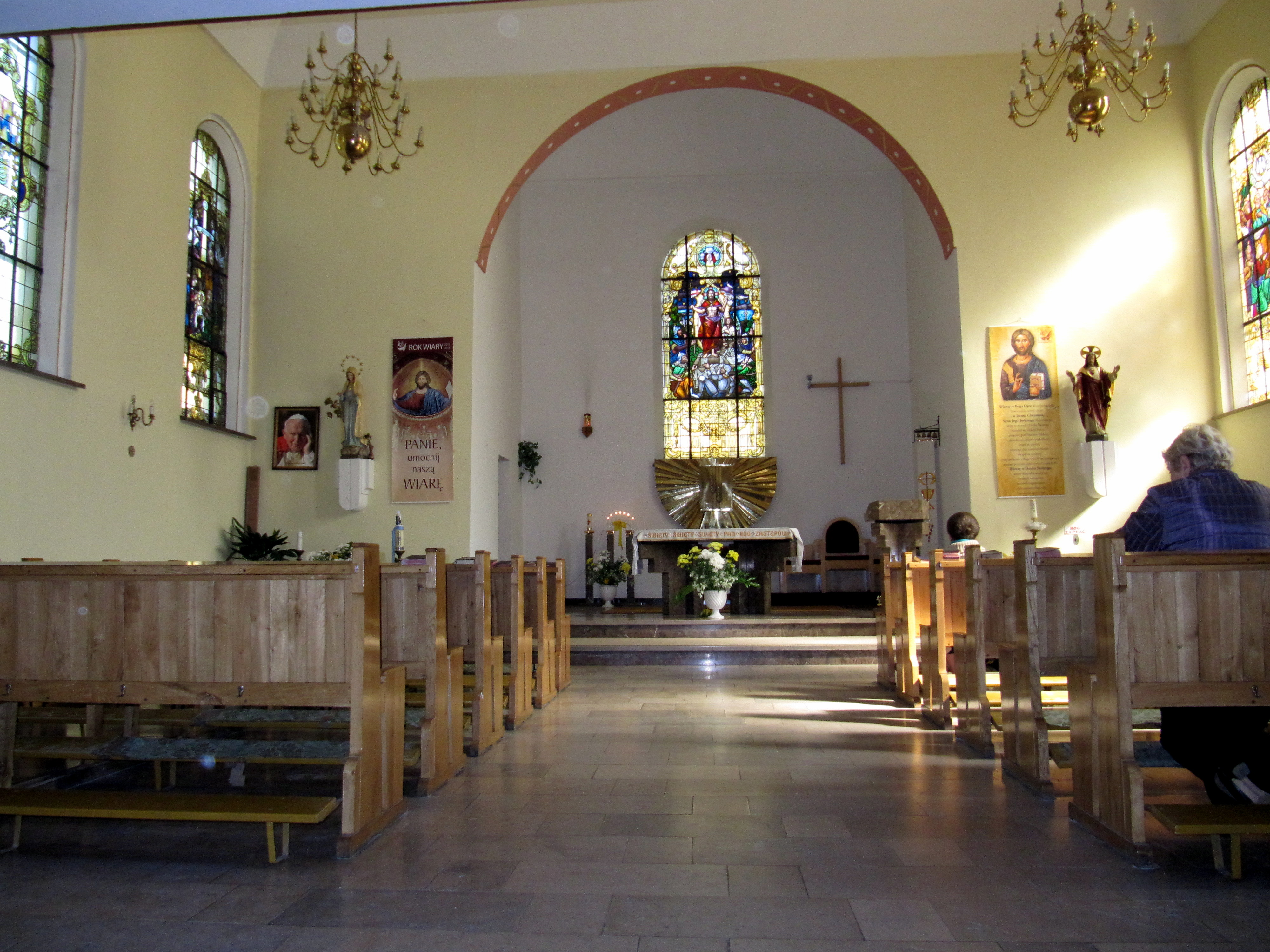
Innenansicht

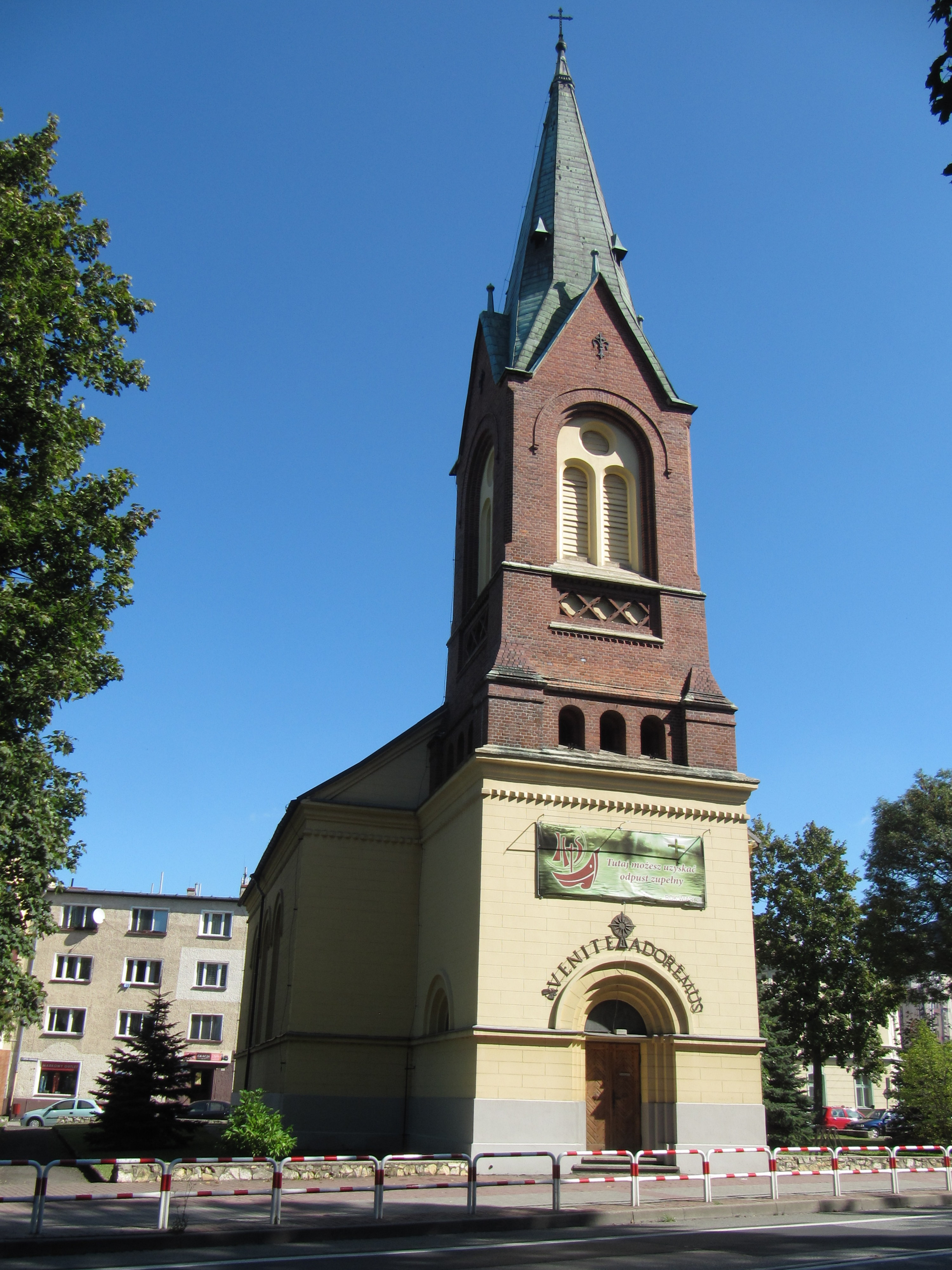
Blick auf den Turm

Die Fronleichnamskirche im oberschlesischen Strzelce Opolskie (Groß Strehlitz) ist ein Kirchenbau am Rande der Altstadt mit mehreren Architekturstilen aus der ersten Hälfte des 19. Jahrhunderts. Sie war ursprünglich die evangelische Kirche der Stadt und ist derzeit eine Filialkirche der römisch-katholischen Laurentiusgemeinde. Sie ist dem Fest des heiligsten Leibes und Blutes Christi geweiht.

## Geschichte
Die Evangelische Kirche von Groß Strehlitz wurde von 1825 bis 1826 nach den Plänen der Architekten Ernst Samuel Friebl und Christoph Worbs errichtet. 1888 wurde der Kirchturm errichtet.
Nach dem Zweiten Weltkrieg wurde die Kirche noch für evangelische Gottesdienste genutzt, jedoch blieb sie ab den 1970er Jahren ungenutzt. 1982 wurde das Gebäude an die römisch-katholische Pfarrgemeinde übergeben. Von 1982 bis 1985 folgte eine aufwendige Renovierung. 1985 wurde sie als katholische Kirche geweiht.

## Architektur
Bei der Fronleichnamskirche handelt es sich um ein klassizistisches Bauwerk. Der später angebaute Kirchturm wurde im neuromanischen Stil errichtet. Dadurch passt er sich gut an die Rundbogenfenster des alten Teils an. Sie ist in Massivbauweise errichtet und ist bis zur Höhe des Kirchenschiffs verputzt. Der einzelne Kirchturm hingegen hat im oberen Teil eine Ziegelfassade. Über dem Eingang am Kirchturm befindet sich die aus Metall hergestellte lateinische Inschrift „Venite Adoremus“ („Kommt, lasst uns anbeten“). Die Ausstattung und Innengestaltung ist hingegen sehr schlicht gehalten und ist größtenteils modernen Ursprungs. Die Kirchenfenster sind farbig mit Szenen gestaltet.